# サリー・ピアソン
サリー・ピアソン（Sally Pearson、1986年9月19日‐）は、オーストラリアのシドニー出身の女子陸上競技選手である。専門は短距離走で、特に100メートルハードルを得意としており、この種目のオセアニア記録を保持している。2010年に結婚してピアソンを名乗る、旧姓はマクレラン（McLellan）。
2008年に開催された北京オリンピックの100メートルハードルで、銀メダルを獲得。2011年に開催された2011年世界陸上競技選手権大会女子100メートルハードルを12秒28(世界歴代4位)の好記録で優勝、金メダルを獲得した。同年にはオーストラリア人として初のIAAF世界最優秀選手賞を受賞した。2012年に開催されたロンドンオリンピックの100メートルハードルでは12秒35のオリンピック新記録を樹立して優勝、金メダルを獲得した。2013年、連覇をかけて臨んだ世界選手権ではアメリカの新星ブリアナ・ローリンズに敗れ、銀メダルとなった。2014年の世界室内選手権でもアメリカのニア・アリに敗北して銀メダルとなったが、ピアソンはオーストラリア放送協会（ABC）の取材に対し、ニアの勝利を称賛するコメントを寄せた。IAAFワールドチャレンジミーティングスの1戦であるメルボルントラッククラシックでの再戦が注目されたが、ニアは同大会へ出場しないことを表明したため、実現しなかった。

## 主な成績
| 年   | 大会                               | 場所                       | 種目   | 結果     | 記録      |
| ---- | ---------------------------------- | -------------------------- | ------ | -------- | --------- |
| 2003 | 世界ユース選手権                   | シェルブルック(カナダ)     | 200m   | 5位      | 24秒01    |
| 2003 | 世界ユース選手権                   | シェルブルック(カナダ)     | 100mH  | 1位      | 13秒42    |
| 2003 | 世界選手権                         | パリ(フランス)             | 400mR  | 14位(h)  | 44秒11    |
| 2004 | 世界ジュニア選手権                 | グロッセート(イタリア)     | 100m   | 3位      | 11秒40    |
| 2004 | 世界ジュニア選手権                 | グロッセート(イタリア)     | 100mH  | 4位      | 13秒41    |
| 2004 | 世界ジュニア選手権                 | グロッセート(イタリア)     | 400mR  | 5位      | 45秒10    |
| 2006 | コモンウェルスゲームズ             | メルボルン(オーストラリア) | 100m   | 7位      | 11秒50    |
| 2006 | コモンウェルスゲームズ             | メルボルン(オーストラリア) | 400mR  | 3位      | 44秒25    |
| 2006 | IAAF陸上ワールドカップ             | アテネ(ギリシャ)           | 100m   | 8位      | 11秒44    |
| 2006 | IAAF陸上ワールドカップ             | アテネ(ギリシャ)           | 100mH  | 4位      | 12秒95    |
| 2006 | IAAF陸上ワールドカップ             | アテネ(ギリシャ)           | 400mR  | 5位      | 44秒26    |
| 2007 | 世界選手権                         | 大阪(日本)                 | 100m   | 15位(sf) | 11秒32    |
| 2007 | 世界選手権                         | 大阪(日本)                 | 100mH  | 10位(sf) | 12秒82    |
| 2007 | 世界選手権                         | 大阪(日本)                 | 400mR  | 14位(h)  | 43秒91    |
| 2007 | IAAFワールドアスレチックファイナル | シュトゥットガルト(ドイツ) | 100mH  | DQ       | -         |
| 2008 | オリンピック                       | 北京(中国)                 | 100mH  | 2位      | 12秒64    |
| 2008 | IAAFワールドアスレチックファイナル | シュトゥットガルト(ドイツ) | 100mH  | 7位      | 12秒82    |
| 2009 | 世界選手権                         | ベルリン(ドイツ)           | 100mH  | 5位      | 12秒70    |
| 2010 | IAAFコンチネンタルカップ           | スプリト(クロアチア)       | 100mH  | 1位      | 12秒65    |
| 2010 | コモンウェルスゲームズ             | ニューデリー(インド)       | 100m   | DQ       | -         |
| 2010 | コモンウェルスゲームズ             | ニューデリー(インド)       | 100mH  | 1位      | 12秒67    |
| 2010 | コモンウェルスゲームズ             | ニューデリー(インド)       | 1600mR | 4位      | 3分30秒29 |
| 2011 | 世界選手権                         | 大邱（韓国）               | 100mH  | 1位      | 12秒28    |
| 2011 | 世界選手権                         | 大邱（韓国）               | 400mR  | 10位(h)  | 43秒79    |
| 2012 | 世界室内選手権                     | イスタンブール（トルコ）   | 60mH   | 1位      | 7秒73     |
| 2012 | オリンピック                       | ロンドン(イギリス)         | 100mH  | 1位      | 12秒35    |
| 2013 | 世界選手権                         | モスクワ(ロシア)           | 100mH  | 2位      | 12秒50    |
| 2014 | 世界室内選手権                     | ソポト(ポーランド)         | 60mH   | 2位      | 7秒85     |
| 2014 | コモンウェルスゲームズ             | グラスゴー(スコットランド) | 100mH  | 1位      | 12秒67    |
| 2017 | 世界選手権                         | ロンドン(イギリス)         | 100mH  | 1位      | 12秒59    |
| 2018 | 世界室内選手権                     | バーミンガム(イングランド) | 60mH   | 9位(sf)  | 7秒92     |

## 自己記録
- 60m：7秒30（2009年2月7日）
- 60mH：7秒73（2012年3月10日）
- 100m：11秒14（+1.7 m/s）（2007年8月26日）
- 200m：22秒97（+0.8 m/s）（2015年2月7日）
- 100mH：12秒28（+1.1 m/s）（2011年9月3日、世界歴代6位）